# 울릉군수
울릉군수는 경상북도 울릉군의 군수이다.

## 같이 보기
- 울릉군수 선거